# Kikki Danielsson
Kikki Danielsson, művésznevén Kikki (született Ann-Kristin Danielsson) (Osby, Svédország, 1952. május 10. –) svéd énekesnő. 1973-tól 1982-ig a Wizex együttes tagja.

## Eurovíziós Dalfesztivál
Kétszer sikerült megnyernie a svéd nemzeti döntőt, a Melodifestivalent, és ezáltal a jogot, hogy képviselje Svédországot az Eurovíziós Dalfesztiválon. 1982-ben Elisabeth Andreassennel duettet alkotva, Chips néven, Dag efter dag (Nap nap után) című dalukkal a nyolcadik helyen végeztek. 1985-ben hazai pályán versenyezhetett, ekkor a harmadik helyet szerezte meg Bra vibrationer (Kellemes rezgések) című dalával. Érdekes módon az 1982-es partnere, Andreassen nyert ekkor, Norvégia színeiben.
A két nemzetközi szereplés mellett még számos alkalommal részt vett a nemzeti döntőn. 1978-ban holtversenyben az első helyen végzett, de alulmaradt a döntő szavazáson. 1980-ban negyedik, 1981-ben és 1983-ban második lett. 1992-ben újból a negyedik helyen végzett, majd tíz évvel később Elisabeth Andreasennel és Lotta Engberggel együttest alkotva a harmadik helyen végeztek. 2006-ban újból próbálkozott, ekkor a tizedik helyen zárt. 2018-ban tizedik alkalommal vett részt a Melodifestivalenen, ekkor az elődöntőjében a hetedik helyen zárt, így nem jutott be a svéd nemzeti válogató döntőjébe.

## Diszkográfia

### Albumok
- Rock'n Yodel (1979)
- Just Like a Woman (1981)
- Kikki (1982)
- Varför är kärleken röd? (1983)
- Singles Bar (1983)
- Midnight Sunshine (1984)
- Kikkis 15 bästa låtar (1984)
- Bra vibrationer (1985)
- Papaya Coconut (1986)
- Min barndoms jular (1987)
- Canzone d'Amore (1989)
- På begäran (1990)
- Vägen hem till dej (1991)
- In Country (1992)
- Jag ska aldrig lämna dig (1993)
- På begäran 2 (1994)
- Långt bortom bergen (1997)
- I mitt hjärta (1999)
- 100% Kikki (2001)
- Fri – En samling (2001)
- Nu är det advent (2001)
- I dag & i morgon (2006)
- Kikkis bästa (2008)
- Första dagen på resten av mitt liv (2011)
- Postcard from a Painted Lady (2015)
- Christmas Card from a Painted Lady (2016)
- Portrait of a Painted Lady (2017)